# Rhynchospora tenerrima
Rhynchospora tenerrima là loài thực vật có hoa trong họ Cói. Loài này được Nees ex Spreng. miêu tả khoa học đầu tiên năm 1827.